# مایکل بوسکی
مایکل بوسکی (انگلیسی: Michael Bosqui؛ زادهٔ ۲ فوریهٔ ۱۹۹۰) بازیکن فوتبال اهل فرانسه است.
وی همچنین در تیم ملی فوتبال موریس بازی کرده‌است.